# Idioma kanoé
El kanoé o kanoê (también llamado kapixana y Kapixanã) es una lengua indígena hablada por los kanoê, que en su gran mayoría hablan mayoritariamente portugués u otras lenguas indígenas debido a los matrimonios mixtos.
No debe confundirse con el canoé o amniapé, una lengua ya extinta que pertenecía muy probablemente a la familia tupí y se hablaba también en Rondônia.

## Aspectos históricos, sociales y culturales
Los últimos hablantes de kanoê pertenecían a dos grupos distintos que reflejaban diferente grado de integración en la vida social de los brasileños no indígenas. El primero llamado kanoês de Deolinda-Río Guaporé y el segundo llamado kanoês aislados del Omeré. El primer grupo está formada por poco más de un centenar de personas, todas ellas bilingües en portugués entre el que se encuentran muy pocos hablantes. Del segundo grupo en (2004) se conocen cinco miembros, una pareja joven, un niño pequeño y algunos parientes fallecidos, todos ellos monolingües en kanoê y que mantienen contacto con los akuntsum (akũtsũ). La separación de los dos grupos podría remontarse a principios de siglo cuando leñadores y mineros brasileños invadieron la región, y esclavizaron y forzaron a trabajar a numerosos indígenas. Al parecer un grupo de kanoê, de unas 50 personas, se refugió en la selva rehuyendo el contacto con los brasileños. Una serie de situaciones trágicas redujo al grupo de la selva a una sola familia.
Históricamente los kanoês han sido localizados en la cabecera del río Tanaru y en le curso medio del Corumbiara (del cual el Omeré es afluente), mientras que el grupo históricamente llamado kapishanã en las cabecera de los ríos Mutuca, Cachoeira Perdida y Borboleta, afluentes del Apediá. Las listas de vocabulario recogidas durante el siglo XX sugieren que realmente los kapishnã y los kanoê habrían hablado la misma lengua o dos variantes cercanas de la misma lengua.

## Clasificación
El kanoê es una lengua de difícil clasificación, muchos autores prefieren considerarla como una lengua aislada, aunque diferentes autores han tratado de relacionarla con casi todas las lenguas vecinas, sin que ninguna de estas propuestas de parentesco con otras lenguas de América del Sur haya tenido amplia aceptación.
Price (1978) conjeturó que el Kanoê era un miembro de la familia nambikwara, aunque en otro trabajo posterior desechó dicha hipótesis. Otros autores han considerado que se trata de una lengua de la subfamilia mondé o tuparí. Sin embargo, estas últimas confusiones se deben sin duda a que existió una lengua ya extinta de nombre canoé (también llamada amniapé, mekéns, guarategaja y koaratira) Greenberg (1990) trató de relacionarlo con el kunza, hablado en el siglo XIX en Chile y Bolivia, aunque más tarde presentó alguna pequeña evidencia de que el Kanoê podría estar remotamente relacionado con las lenguas tukanas.
Van der Voort (2007) presenta una lista de 61 términos en varias lenguas de la región, en las cuales aparecen algunas correspondencias entre el kanoê y el kwazá, otra lengua aislada de Rondônia. Aunque algunas de estas correspondencias podrían ser préstamos, también existen coincidencias en los clasificadores nominales lo que realmente podría indicar un genuino parentesco.

## Descripción lingüística
El kanoê ha sido poco estudiado en comparación con otras lenguas de Rondônia. La gramática más reciente y más completa es la de L. Nora Bacelar (2004), en la que se basa ampliamente la siguiente descripción de la lengua.

### Fonología
El inventario vocálico viene dado por:
|          | orales  | orales    | orales   | nasales | nasales   | nasales |
| -------- | ------- | --------- | -------- | ------- | --------- | ------- |
| anterior | central | posterior | anterior | central | posterior |         |
| cerradas | i       | ɨ         | u        | ĩ       |           | ũ       |
| medias   | e       |           | o        | ẽ       |           | õ       |
| abiertas | æ       | a         | a        | æ̃       | ã         | ã       |

El inventario consonántico viene dado por:
|             | labial | alveolar | palatal | velar |
| ----------- | ------ | -------- | ------- | ----- |
| oclusiva    | p      | t        |         | k     |
| nasal       | m      | n        | ñ       |       |
| africada    |        | ʦ        | ʦ       |       |
| fricativa   | β      | ʦ        | ʦ       | x     |
| aproximante | w      | r        | j       |       |

- En la ortografía usada usualmente para la lengua los fonemas /β, x/ se transcriben como <v, h>.
- El fonema /ʦ/ presenta alófonos africados [ʦ, ʧ] y no africados [s, ʃ].